# Anchisaurus
Anchisaurus là một chi khủng long, được Marsh mô tả khoa học năm 1885.